# Ectoedemia rosiphila
Ectoedemia rosiphila là một loài bướm đêm thuộc họ Nepticulidae. Nó được miêu tả bởi Puplesis năm 1990. Nó được tìm thấy ở Kazakhstan và Tadzhikistan.
Ấu trùng ăn Rosa fedtschenkoana. Chúng ăn lá nơi chúng làm tổ.